# (1131) Porzia
(1131) Porzia – planetoida z grupy przecinających orbitę Marsa okrążająca Słońce w ciągu 3 lat i 120 dni w średniej odległości 2,23 au. Została odkryta 10 września 1929 roku w Landessternwarte Heidelberg-Königstuhl w Heidelbergu przez Karla Reinmutha. Nazwa planetoidy pochodzi od Porcji, jednej z bohaterek sztuki Juliusz Cezar Williama Szekspira. Przed nadaniem nazwy planetoida nosiła oznaczenie tymczasowe (1131) 1929 RO.